# Adolf Winkler (Komponist)
Adolf „Adi“ Winkler (* 10. April 1938 in Graz; † 26. November 2014 ebenda) war ein österreichischer Cellist, Dirigent, Musiklehrer und  Komponist.

## Leben
Adolf Winkler studierte am Johann-Joseph-Fux-Konservatorium Graz Violoncello, Klavier, Akkordeon und Dirigieren sowie in den Jahren von 1961 bis 1964 an der Universität für Musik und darstellende Kunst Wien Violoncello bei Tobias Kühne und Partiturspiel bei Thomas Christian David. Im Jahr 1964 legte er ebenda das Staatsexamen in Violoncello ab.
Von 1971 bis 1981 war Winkler Direktor, Regens chori und Orchesterleiter der Musikschule in Frohnleiten/Steiermark und leitete ebenso ab 1971 den Kinderchor Frohnleiten sowie das Schweizerorchester Frohnleiten. Ab 1972 fungierte er als Grazer Stadtkapellmeister und Leiter des Grazer Kammerchores. Nachdem er 1977/78 als Korrepetitor und Dirigent am Opernhaus Graz gewirkt hatte, war er 1979 bis 1981 1. Kapellmeister am Raimundtheater und 1981 bis 1983 Studienleiter und 1. Kapellmeister an der Wiener Kammeroper.
Von 1982 bis 1989 übernahm er die Chorregentenstelle an der Wiener Karlskirche in Wieden (4. Wiener Gemeindebezirk) und parallel dazu war er von 1982 bis 2003 Direktor der Franz-Schmidt-Musikschule Perchtoldsdorf. Zudem war er in den Jahren von 1983 bis 1986 musikalischer Leiter der Amstettener Sommeroperette und 1985 bis 1990 der Gesellschaft der Musikfreunde in Perchtoldsdorf. In Perchtoldsdorf agierte er zudem ab 1987 als musikalischer Leiter der alljährlich aufgeführten Sommerspiele. Ab dem Jahr 1992 unternahm Winkler zahlreiche Tourneen mit dem von ihm gegründeten Franz-Schmidt-Kammerorchester. Von 1989 bis 1994 hatte er zudem die Tätigkeit als Leiter des Grazer Kammerchors inne. Ab 1994 war er künstlerischer Leiter der Internationalen Musikwochen in Lassing und wurde für sein künstlerisches Schaffen in der Gemeinde mit dem Goldenen Ehrenzeichen der Gemeinde Lassing ausgezeichnet.
Adolf Winkler war in erster Ehe mit der Musikpädagogin Helga Junk (* 28. Mai 1942 in Wien), der Stieftochter von Hans Wamlek, verheiratet.
Am 26. November 2014 starb Winkler 76-jährig in seiner Geburts- und Heimatstadt Graz. Die Verabschiedung fand am 4. Dezember 2014 in der Feuerhalle Graz statt.

## Auszeichnungen (Auswahl)
- 1988: Verleihung des Berufstitels „Professor“ durch den Bundespräsidenten der Republik Österreich[1]
- 1989: Anerkennungspreis für besondere Leistungen auf dem Gebiete der Musik vom Amt der Niederösterreichischen Landesregierung (für das Kinderballett Traumgespenster)
- 1991: Erster Preis beim Bundeswettbewerb Jugend musiziert mit dem Kammerorchester der Franz-Schmidt-Musikschule Perchtoldsdorf
- 1991: Zweiter Preis beim Niederösterreichischen Landeswettbewerb Jugend musiziert
- 1992: Silbernes Ehrenzeichen der Marktgemeinde Perchtoldsdorf[3]
- 1993: Erster Preis bei Jugend musiziert mit dem Jugendorchester der Franz-Schmidt-Musikschule Perchtoldsdorf
- 1998: Verleihung des Ehrenringes der Marktgemeinde Frohnleiten[1]
- 1999: Verleihung des Goldenen Ehrenkreuzes der Marktgemeinde Perchtoldsdorf[1]
- 2003: Verleihung des Goldenen Ehrenzeichens durch die Niederösterreichischen Landesregierung für die Verdienste um das Bundesland Niederösterreich[1]
- Verleihung des Goldenen Ehrenzeichens der Gemeinde Lassing[5][2]

## Werke
- Tanz-Suite – mit Themen aus dem Ballett Traumgespenster für großes Orchester[6]
- Thema mit Variationen – Quartett für vier Klarinetten[6]
- Concerto in C – Duo für Violine und Orchester von Ignaz Josef Pleyel, Bearbeitung für Violine und Klavier[6]
- Concerto in D – Duo für Violine und Orchester von Ignaz Josef Pleyel, Bearbeitung für Violine und Klavier[6]
- Czardas – Bearbeitung für Xylophon und Streichorchester von Vittorio Monti[6]
- Czardas – Bearbeitung für Xylophon und Klavier von Vittorio Monti[6]
- Der Streit zwischen David und Goliath – Bearbeitet und instrumentiert für Sprecher und Kammerorchester, von Johann Kuhnau[6]
- Der tanzende Derwisch – Symphonischer Tanz op. 14 für großes Orchester von Victor Junk[6]
- Divertimento in F-Dur – Trio für Violinen nach Joseph Haydn[6]
- Scherzo – Quartett für vier Klarinetten[6]
- Romanze – für Klavier von Franz Schmidt, Bearbeitung für Streichorchester[6]
- Sinfonia concertante in Bb-Dur – Trio für Violine, Viola und Klavier, op. 35 von Ignaz Josef Pleyel[6]
- Sonata Nr. 2 in C-Dur – Trio für Violine, Violoncello und Klavier von Ignaz Josef Pleyel[6]
- Zirkus Renz – Galopp für Xylophon und Streicher von Gustav Heinrich Peter[6]
- Zirkus Renz – Galopp für Xylophon und Klavier von Gustav Heinrich Peter[6]
- Die Fee Urgele – (Wie es den Damen geföllt), Marionettenoperette in 4 Akten von Ignaz Josef Pleyel[6]
- Praeludium und Allegro – für Violine und Orchester von Pugnani-Kreiszler[6]
- Sinfonia concertante Nr. 3 in A-Dur – für Violine, Klavier und Orchester von Ignaz Josef Pleyel[6]
- Sinfonia concertante Nr. 3 in A-Dur – für Violine, Klavier von Ignaz Josef Pleyel[6]
- Eintagsfliegen – Solo für Klavier und Solostimme[6]
- Geschichten aus dem Wienerwald – Walzer, op. 325 von Johann Strauss[6]
- Musik zu „Dantons Tod“ – für kleines Orchester (1988)[6]
- Im Nebel – für 7-stimmigen a-cappella-Chor nach einem Gedicht von Hermann Hesse (1988)[6]
- Traumgespenster – Kinderballett für kleines Orchester (1989)[6]
- Traumgespenster – Suite für großes Orchester (1990)[6]
- Drei kleine Tänze für Cello und Akkordeon (1993)[6]
- Eintagsfliegen – für einen Sänger und Instrumente nach Texten von Edwin Eder (1997)[6]
- Symphonia epithalamia – Trio für Stimme, Klavier und Violoncello (2002)[6]